# Megakalsilite
La megakalsilite è un minerale.